# Sbor ochrany hranic

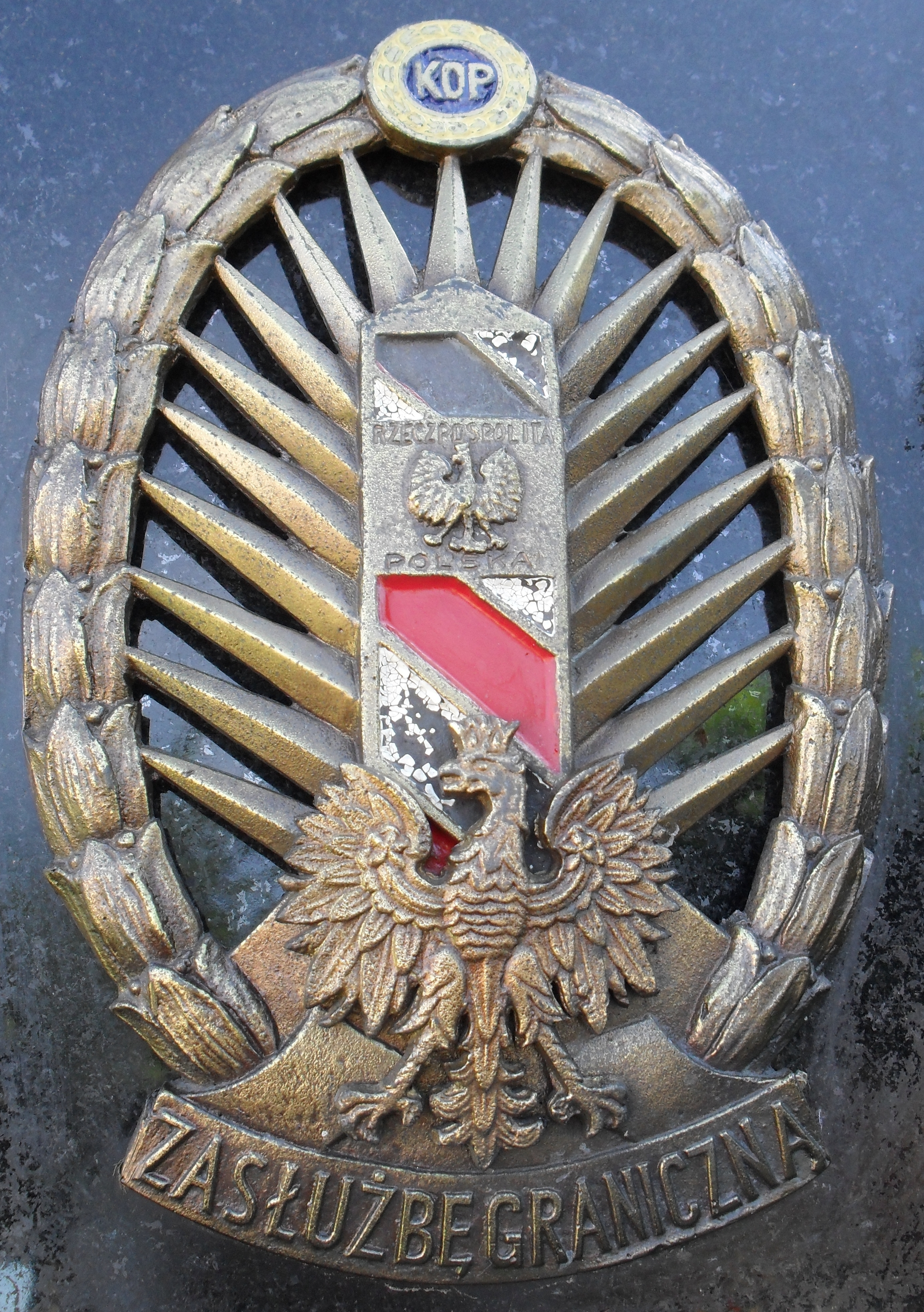
Čestný odznak Sboru ochrany hranic

Sbor ochrany hranic (polsky Korpus Ochrony Pogranicza, ve zkratce KOP) byl polský útvar vytvořený roku 1924 pro obranu východní hranice země proti ozbrojeným invazím místními útočníky ze Sovětského svazu. Přestože útvar tvořil součást polské armády, velelo mu polské ministerstvo vnitra, nikoliv ministerstvo obrany. Sbor tvořili elitní vojáci z celého Polska. Tvořilo jej šest brigád a pět pluků, z nichž každý hlídal část hranic se Sovětským svazem. Útvar zanikl během září 1939.

## Historie

### Založení
Na základě výsledku polsko-sovětské války tvořila východní hranice Polska dlouhý pás táhnoucí se od hranice s Lotyšskem až po řeku Prut na hranicích s Rumunskem na jihu. Ač byla mezi Polskem a Sovětským svazem podepsána mírová smlouva (Rižský mír), nevládl v okolí státní hranice klid. Ozbrojené skupiny pronikaly na území Polska a jeho policejním složkám se nedařilo těmto průnikům zabraňovat. Například v roce 1924 se podařilo zneškodnit drancující skupinu Sovětů až ve městě Stołpce, které se nacházelo v polském vnitrozemí asi dvacet kilometrů od hranice. Polský ministr obrany Władysław Sikorski proto rozhodl, že úkol je pro policii příliš náročný a předal ostrahu této hranice armádě.

Hranice Polska v mezi roky 1922 a 1938

Polská Rada ministrů na svém jednání 8. srpna 1924 rozhodla o zřízení specializované militarizované jednotky polské policie určené k ostraze východní hranice země. Spolu s tím došlo k vyčlenění finančních prostředků na výstavbu opevněných kasáren a policejních stanic na dotčeném území (jen do listopadu toho roku vynaložilo Polsko na tyto úpravy částku 3,5 milionu zlotých). Sbor byl oficiálně ustaven 17. září 1924 a během listopadu 1924 dorazily první tři brigády do oblasti Volyně a Polesí. V dubnu 1925 převzaly jižní Polesí a Halič další dvě brigády. Poslední oddíly přišly na přidělená území během března 1926. Bylo to šest brigád, které střežily hranici s Litvou a Lotyšskem. Celkově tak síly čítaly 24 praporů pěchoty a 20&eskadron jezdectva. Členové Sboru museli být před službou v těchto pohraničních jednotkách nejprve důkladně prověřeni. Většinou pocházeli ze západních částí země a někteří z nich byli německé národnosti. Než zájemci nastoupili službu u Sboru ochrany hranic, museli mít za sebou službu v polské armádě.
Příslušníci jednotek prošli školením, aby dokázali kombinovat taktiku armády, policie i pohraniční stráže. Vedle střežení hranice se věnovali též průzkumné činnosti, přepadům či provokačním akcím. Během prvního roku existence zatkly oddíly přes pět tisíc osob, jež se snažily o ilegální přechod hranice. Účastnily se též 89 ozbrojených potyček především s útočníky pocházejícími ze Sovětského svazu.

### Piłsudského reformy (1929–1935)

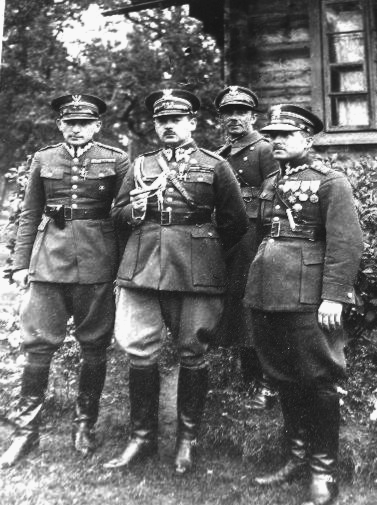
Příslušníci KOP

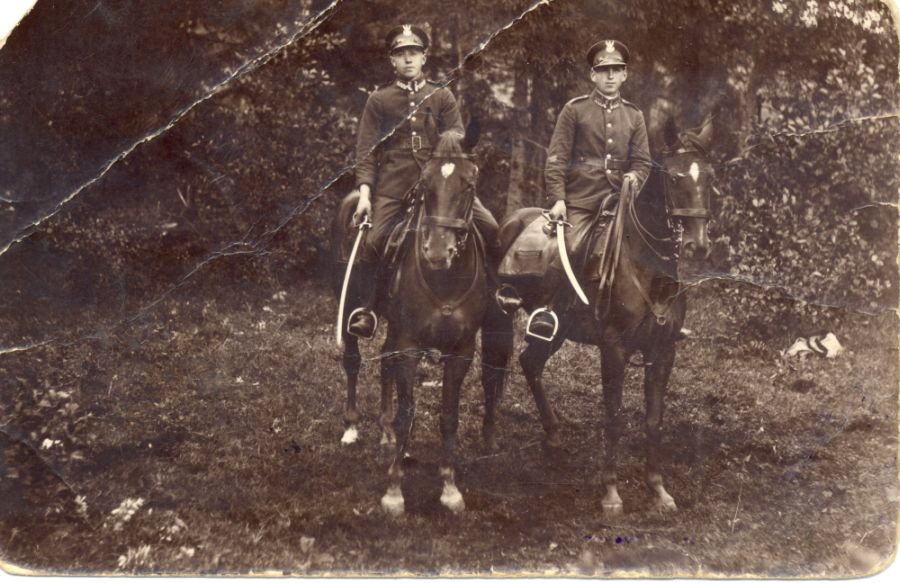
Jezdectvo KOP

Během července 1929 prošel Sbor z rozhodnutí maršála Józefa Piłsudského reorganizací. Vzniklo šest nových pluků a všechny stávající jednotky dostaly nové názvy. Každá z brigád dostala přidělenou svou část hranice a tu následně střežily jednotlivé prapory, jejichž sídly se staly malé pevnosti u státní hranice. Někteří vojáci (ženisté, dělostřelci či jezdectvo) tvořili druhou obrannou linii a měli být použiti pouze v případě nutnosti.
Původní brigády dostaly svá nová jména podle oblastí, v nichž operovaly:
- „Grodno“
- „Vilensko“
- „Novogrodek“
- „Polesí“
- „Volyň“
- „Podolí“

Nově vytvořené jednotky se jmenovaly:
- „Głębokie“
- „Wołożyn“
- „Wilejka“
- „Suwałki“
- „Sarny“
- „Čortkiv“

### Modernizace (1937–1939)
Další modernizace proběhla na počátku roku 1937, kdy místo jednotek „Vilensko“, „Novogrodek“ a „Volyň“ vznikly tři jiné pluky pojmenované:
- „Vilensko“
- „Snów“
- „Zdołbunów“

Navíc se oddíl Čortkiv rozdělil na dva samostatné prapory nazvané „Wilejka“ a „Berezwecz“. Spolu s tím proběhly i úpravy stávajících jednotek. Po roce 1937 tak měl Sbor ochrany hranic velitelství tří brigád a sedmi pluků. Ty tvořilo 32 praporů pěchoty a 21 eskadron jezdectva.
Postupem času, jak se zvyšovalo ohrožení Polska a prohlubovala se krize v Československu, rozšířil se Sbor v roce 1939 ještě o další dva pluky, a sice první a druhý pluk „Karpaty“ každý tvořený dvěma prapory pěchoty pojmenovanými „Skole“, „Delatyn“, „Komańcza“ a „Dukla“. Krátce poté ještě tři další pěchotní jednotky pojmenované „Sanok“, „Nowy Sącz“ a „Sucha“ operující v oblasti Jasło.
Největšího rozsahu dosáhl Sbor během března 1939. V následujícím období odešlo několik jeho jednotek na západní hranici. Nejprve takto odešly čtyři pěší prapory a většina dělostřelectva, jež poté následovalo jezdectvo. Během dubna stejným směrem zamířily další tři prapory a během května odešel jeden prapor na poloostrov Hel v Baltském moři. I když po odchodech proběhly reorganizace zbylých jednotek, jejich bojové nasazení se snížilo. Vojákům chyběly zkušenosti, výcvik a jednotky navíc postrádaly i většinu původních těžkých zbraní.
Třicátého srpna 1939 byly jednotky formálně mobilizovány a jejich velitelem se stal generál Wilhelm Orlik-Rückemann. Podle polských obranných plánů měly jeho jednotky tvořit záložní divizi.

### Bojové operace za druhé světové války
Druhá světová válka začala 1. září 1939. Jednotky Sboru ochrany hranic bojovaly proti Němcům v bitvě u Węgierské Górky. Po sovětské invazi 17. září 1939, kdy měl Sbor sílu 25 praporů, nemohl účinně bránit východní hranici. Vrchní velitel, maršál Edward Śmigły-Rydz, proto nařídil stažení jednotek a nevstupování do bojů se Sověty. Přesto však k několika bitvám došlo, a sice u měst Šack (28. září) a Wytyczno (1. října).

## Velitelé
Jednotkám postupně veleli:
- divizní generál Henryk Minkiewicz
- plukovník Stanisław Tessaro (od 8. dubna 1929)
- brigádní generál Jan Kruszewski (od roku 1930)
- brigádní generál Wilhelm Orlik-Rueckemann (od 30. srpna 1939)

## Síla

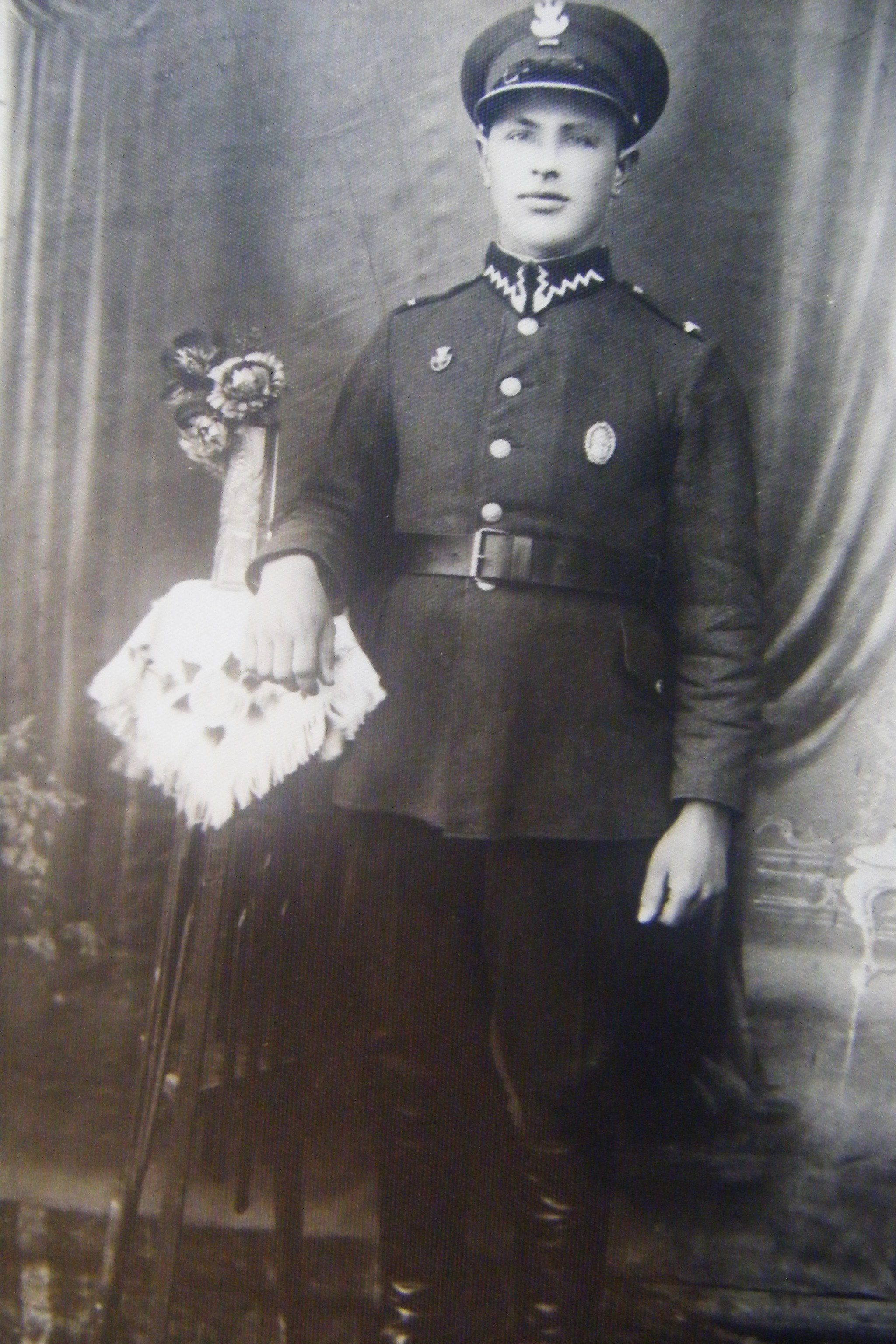
Voják KOP

| KOP v březnu 1939:   | prapory pěchoty | eskadrony jezdectva | velitelství dělostřelectva | dělostřelecké baterie | ženijní roty |
| Brigády              | Brigády         | Brigády             | Brigády                    | Brigády               | Brigády      |
| -------------------- | --------------- | ------------------- | -------------------------- | --------------------- | ------------ |
| „Grodno“             | 2               | 1                   |                            |                       | 1            |
| „Polesí“             | 3               | 1                   |                            |                       | 1            |
| „Podolí“             | 4               | 3                   | 1                          |                       | 1            |
| Pluky                |                 |                     |                            |                       |              |
| „Vilensko“           | 3               | 1                   |                            |                       |              |
| „Głębokie“           | 4               | 3                   |                            |                       |              |
| „Wilejka“            | 3               | 2                   |                            |                       | 1            |
| „Wołożyn“            | 2               | 1                   |                            |                       |              |
| „Snów“               | 3               | 2                   |                            | 1                     | 1            |
| „Sarny“              | 3               | 3                   |                            |                       |              |
| „Zdołbunów“          | 4               | 4                   |                            |                       | 1            |
| První karpatský pluk | 2               |                     |                            |                       |              |
| Druhý karpatský pluk | 2               |                     |                            |                       |              |
| Další jednotky       |                 |                     |                            |                       |              |
| školní jednotka      | 3               |                     |                            | 1                     |              |
| Celkem               | 38              | 21                  | 1                          | 2                     | 6            |